# Châtillon (Jura)
Châtillon – miejscowość i gmina we Francji, w regionie Burgundia-Franche-Comté, w departamencie Jura. Jej burmistrzem jest Gilles Morisseau.
Według danych na rok 1990 gminę zamieszkiwało 128 osób, a gęstość zaludnienia wynosiła 8 osób/km² (wśród 1786 gmin Franche-Comté Châtillon plasowało się wtedy na 615. miejscu pod względem liczby ludności, natomiast pod względem powierzchni na miejscu 181.).